# Nestinarstvo

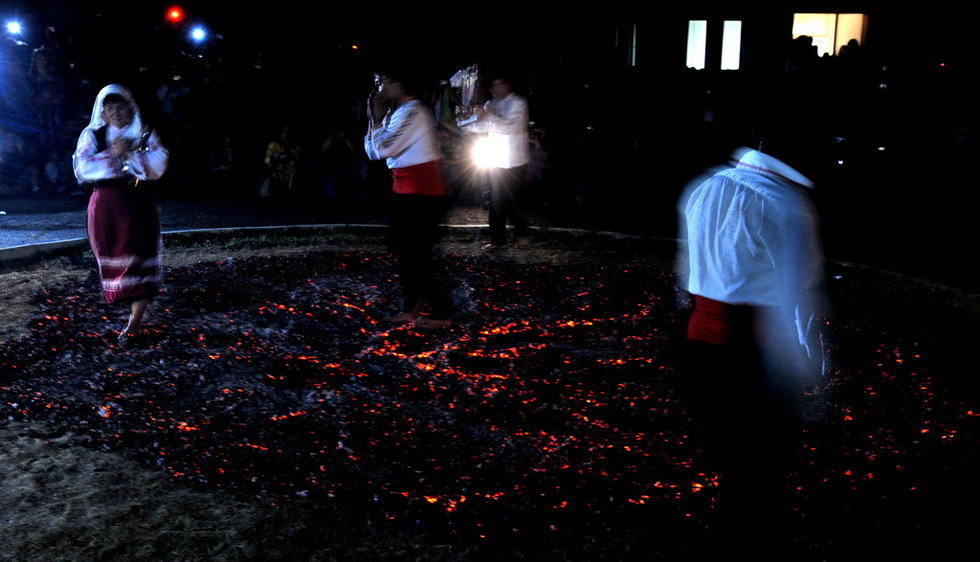
El ritual de caminar sobre foc

El Nestinarstvo (búlgar: Нестинарство, grec: Αναστενάρια) és un dels costums búlgars més antics; és un ritual tradicional de caminar sobre brases de foc, descalç amb dansa extàtica actualment molt estes a Strandja (Bulgària) i al nord de Grècia.
El 2009, el ritual es va incloure a la Llista del Patrimoni Cultural Immaterial de la UNESCO i a la Llista Representativa Nacional del Patrimoni Cultural Immaterial "Tresors humans vius - Bulgària" a proposta del Museu d'Història Regional de Burgas (en búlgar: Регионален исторически музей Бургас).

## El ritual
Els pobles búlgar i grec realitzen un cicle ritual anual únic. Les figures centrals de la tradició són Sant Constantí i Santa Helena, però tots els dies significatius d'aquest cicle coincideixen amb dies importants del calendari ortodox i estan relacionats amb diversos sants cristians.
Els dos grans esdeveniments d'aquest cicle són dues grans festes, una al gener i l'altra al maig particularment, dedicades a aquests dos sants. Cadascun dels festivals té una durada de 3 dies i inclou diverses processons, música i ball, i un sacrifici d'animals. El festival culmina amb un ritual de caminar sobre brases de foc, on els participants, portant les icones dels sants Constantí i Helena, ballen extasiats durant hores abans d'entrar al foc i caminar descalços sobre les brases vermelles, il·leses pel foc.
Especialment característic és el pas petit i uniforme amb què els nestinari caminen sobre les brases i, tanmateix, no es fereixen els peus.

## Orígens
La primera documentació de la tradició del nestinarstvo va ser publicada l'any 1866 per l'il·lustre personatge búlgar Petko Slaveikov.
N'hi ha molts mites i llegendes sobre la gent que caminava descalç sobre les brases escalfades pels focs i n'hi sortia il·lesa. Es diu que el renaixement del nestinarisme va començar amb l'inici de l'esclavitud otomana. Quan els turcs van atacar l'actual poble de Bulgari (en búlgar: село Българи), van calar foc a les cases de la gent i, al seu costat, també es va incendiar l'església. La llegenda diu que aleshores una vella va veure el temple ardent i va plorar. Va córrer i va entrar a l'edifici en flames amb els seus peus nus. Va aconseguir salvar només una icona del foc: la dels sants Constantí i Elena. Va sortir de l'església com si estigués en trànsit, caminant sobre les brases calentes. La gent mirava la vella meravellada i admirada per les seves tribulacions. Aquesta tradició, per descomptat, no està prou recolzada històricament, però els vells nestinaris -persones que caminen sobre les brases (en búlgar: нестинари)- que van romandre fins als nostres dies hi creuen de debò. Creuen que va ser llavors quan va començar el renaixement del seu ritual, i els sants Constantí i Helena es van convertir en els seus patrons.
La hipòtesi de l'origen grec antic o greco-traci del nestinarstvo és àmpliament defensada a l'etnografia búlgara i grega.